# ティーノ・アンジョリン
ティーノ・アンジョリン（Tino Anjorin, 2001年11月23日 - ）は、イングランド・プール出身のサッカー選手。エンポリFC所属。ポジションはMF。

## 経歴
2020年3月8日のエヴァートンFC戦でプレミアリーグデビュー。
2021年9月2日、FCロコモティフ・モスクワに期限付き移籍したしかし、怪我を負ったことでローンを打ち切った。
2022年1月31日、ハダースフィールド・タウンFCに期限付き移籍した。
2022年7月22日、ハダースフィールド・タウンに再びレンタル移籍した。
2024年8月29日、エンポリFCに移籍した。